# Élections législatives de 1962 dans la Côte-d'Or
Les élections législatives françaises de 1962 se déroulent les 18 et 25 novembre 1962. Dans le département de la Côte-d'Or, quatre députés sont à élire dans le cadre de quatre circonscriptions.

## Élus
| Circonscription | Député sortant  | Parti | Parti | Député élu ou réélu | Parti | Parti   |
| --------------- | --------------- | ----- | ----- | ------------------- | ----- | ------- |
| 1re             | Félix Kir       |       | CNIP  | Félix Kir           |       | CNIP    |
| 2e              | François Japiot |       | CNIP  | Henry Berger        |       | UNR-UDT |
| 3e              | Albert Lalle    |       | CNIP  | Albert Lalle        |       | RI      |
| 4e              | Marcel Roclore  |       | CNIP  | Robert Morlevat     |       | Radsoc  |

## Résultats

### Résultats à l'échelle du département
| Parti          | Parti                                          | Premier tour | Premier tour | Second tour | Second tour | Sièges |
| Parti          | Parti                                          | Voix         | %            | Voix        | %           | Sièges |
| -------------- | ---------------------------------------------- | ------------ | ------------ | ----------- | ----------- | ------ |
|                | Union pour la nouvelle République (UDT)        | 34 700       | 25,63        | 46 517      | 42,73       | 1      |
|                | Républicains indépendants                      | 14 799       | 10,93        |             |             | 1      |
|                | Majorité présidentielle                        | 49 499       | 36,56        | 46 517      | 42,73       | 2      |
|                |                                                |              |              |             |             |        |
|                | Centre national des indépendants et paysans    | 31 231       | 23,07        | 49 847      | 45,79       | 1      |
|                | Mouvement républicain populaire                | 4 581        | 3,38         | Retrait     | Retrait     | 0      |
|                | Centre démocratique                            | 35 812       | 26,45        | 49 847      | 45,79       | 1      |
|                |                                                |              |              |             |             |        |
|                | Parti communiste français                      | 21 695       | 16,03        | Retrait     | Retrait     | 0      |
|                | Section française de l'Internationale ouvrière | 15 090       | 11,15        | Retrait     | Retrait     | 0      |
|                | Parti radical                                  | 11 701       | 8,64         | 12 494      | 11,48       | 1      |
|                | Union et fraternité française                  | 1 585        | 1,17         |             |             | 0      |
|                |                                                |              |              |             |             |        |
| Inscrits       | Inscrits                                       | 224 838      | 100,00       | 173 791     | 100,00      | 4      |
| Abstentions    | Abstentions                                    | 83 651       | 37,21        | 59 596      | 34,29       |        |
| Votants        | Votants                                        | 141 187      | 62,79        | 114 195     | 65,71       |        |
| Blancs et nuls | Blancs et nuls                                 | 5 805        | 4,11         | 5 337       | 4,67        |        |
| Exprimés       | Exprimés                                       | 135 382      | 95,89        | 108 858     | 95,33       |        |

### Résultats par circonscription

#### Première circonscription (Dijon-I)
| Candidat       | Candidat                | Parti          | Premier tour | Premier tour | Second tour | Second tour |  |
| Candidat       | Candidat                | Parti          | Voix         | %            | Voix        | %           |  |
| -------------- | ----------------------- | -------------- | ------------ | ------------ | ----------- | ----------- |  |
|                | Félix Kir sortant réélu | CNIP           | 13 229       | 33,94        | 20 958      | 54,48       |  |
|                | Robert Poujade          | UNR-UDT        | 12 554       | 32,21        | 17 511      | 45,52       |  |
|                | Marcel Caignol          | PCF            | 6 361        | 16,32        | Retrait     | Retrait     |  |
|                | Xavier Peretti          | SFIO           | 5 205        | 13,35        | Retrait     | Retrait     |  |
|                | René Dumas              | MRP            | 1 628        | 4,18         |             |             |  |
|                |                         |                |              |              |             |             |  |
| Inscrits       | Inscrits                | Inscrits       | 64 181       | 100,00       | 64 179      | 100,00      |  |
| Abstentions    | Abstentions             | Abstentions    | 24 118       | 37,58        | 23 254      | 36,23       |  |
| Votants        | Votants                 | Votants        | 40 063       | 62,42        | 40 925      | 63,77       |  |
| Blancs et nuls | Blancs et nuls          | Blancs et nuls | 1 086        | 2,71         | 2 456       | 6           |  |
| Exprimés       | Exprimés                | Exprimés       | 38 977       | 97,29        | 38 469      | 94          |  |

#### Deuxième circonscription (Dijon-II)
| Candidat       | Candidat                | Parti          | Premier tour | Premier tour | Second tour | Second tour |  |
| Candidat       | Candidat                | Parti          | Voix         | %            | Voix        | %           |  |
| -------------- | ----------------------- | -------------- | ------------ | ------------ | ----------- | ----------- |  |
|                | Henry Berger élu        | UNR-UDT        | 14 927       | 40,9         | 19 894      | 54,31       |  |
|                | François Japiot sortant | CNIP           | 9 366        | 25,66        | 16 736      | 45,69       |  |
|                | Gilbert Longet          | PCF            | 5 746        | 15,75        | Retrait     | Retrait     |  |
|                | Maurice Fourrier        | SFIO           | 4 578        | 12,54        | Retrait     | Retrait     |  |
|                | Jean Giraud             | MRP            | 1 877        | 5,14         | Retrait     | Retrait     |  |
|                |                         |                |              |              |             |             |  |
| Inscrits       | Inscrits                | Inscrits       | 60 495       | 100,00       | 60 493      | 100,00      |  |
| Abstentions    | Abstentions             | Abstentions    | 22 946       | 37,93        | 22 137      | 36,59       |  |
| Votants        | Votants                 | Votants        | 37 549       | 62,07        | 38 356      | 63,41       |  |
| Blancs et nuls | Blancs et nuls          | Blancs et nuls | 1 055        | 2,81         | 1 726       | 4,5         |  |
| Exprimés       | Exprimés                | Exprimés       | 36 494       | 97,19        | 36 630      | 95,5        |  |

#### Troisième circonscription (Beaune)
|                | Albert Lalle sortant réélu | RI             | 14 799 | 54,51  |  |  |  |
|                | Henri Écard                | Radsoc         | 6 372  | 23,47  |  |  |  |
|                | Georges Busseuil           | PCF            | 4 391  | 16,17  |  |  |  |
|                | André Martin               | UFF            | 1 585  | 5,84   |  |  |  |
|                |                            |                |        |        |  |  |  |
| Inscrits       | Inscrits                   | Inscrits       | 51 027 | 100,00 |  |  |  |
| Abstentions    | Abstentions                | Abstentions    | 21 169 | 41,49  |  |  |  |
| Votants        | Votants                    | Votants        | 29 858 | 58,51  |  |  |  |
| Blancs et nuls | Blancs et nuls             | Blancs et nuls | 2 711  | 9,08   |  |  |  |
| Exprimés       | Exprimés                   | Exprimés       | 27 147 | 90,92  |  |  |  |

#### Quatrième circonscription (Montbard)
| Candidat       | Candidat            | Parti          | Premier tour | Premier tour | Second tour | Second tour |  |
| Candidat       | Candidat            | Parti          | Voix         | %            | Voix        | %           |  |
| -------------- | ------------------- | -------------- | ------------ | ------------ | ----------- | ----------- |  |
|                | Michel Sordel       | CNIP           | 8 636        | 26,36        | 12 153      | 36          |  |
|                | Bernard d'Harcourt  | UNR-UDT        | 7 219        | 22,03        | 9 112       | 26,99       |  |
|                | Robert Morlevat élu | Radsoc         | 5 329        | 16,26        | 12 494      | 37,01       |  |
|                | Louis Defer         | SFIO           | 5 307        | 16,2         | Retrait     | Retrait     |  |
|                | Jacques Garcia      | PCF            | 5 197        | 15,86        | Retrait     | Retrait     |  |
|                | Pierre Laignelet    | MRP            | 1 076        | 3,28         |             |             |  |
|                |                     |                |              |              |             |             |  |
| Inscrits       | Inscrits            | Inscrits       | 49 135       | 100,00       | 49 119      | 100,00      |  |
| Abstentions    | Abstentions         | Abstentions    | 15 418       | 31,38        | 14 205      | 28,92       |  |
| Votants        | Votants             | Votants        | 33 717       | 68,62        | 34 914      | 71,08       |  |
| Blancs et nuls | Blancs et nuls      | Blancs et nuls | 953          | 2,83         | 1 155       | 3,31        |  |
| Exprimés       | Exprimés            | Exprimés       | 32 764       | 97,17        | 33 759      | 96,69       |  |